# Кирна
Кирна или Крна (Кырна) — село в Джульфинском районе Нахичеванской автономной республике Азербайджана. Расположено в 30 км к северу от районного центра, на левом берегу реки Алинджчай, на склоне Зангезурского хребта.

## История
В средние века поселение Крна являлось центром армян-униатов. В 1330 году армянский священник Ованес Крнеци, выступающий за единство вселенской церкви, с помощью своего дяди построил в Крне армяно-католическую церковь св. Богородицы (Сурб Аствацацин), и основал Крнайскую доминиканскую конгрегацию . Желая объединения армянской и римской католической церкви, он со своим сподвижником Акопом Крнеци, развернул бурную проповедническую деятельность в родном селе. В созданном монастыре армяне-униаты переводили с латинского на армянский работы католических богословов. В результате чего, в течение короткого времени на армянский было переведено значительное количество теологических, философских и естествонаучных сочинений того времени. Благодаря усилиям Акопа и Ованеса в Крну, в армянский униатский монастырь, перебираются и занимаются литературной деятельностью Варфоломей Болонский, Петр Арагонский и Джон Английский, многие из трудов которых сохранились благодаря переводам армянских священников. Согласно «Гeогpaфичeско-стaтистичecкому cлoваpю Рoссийcкой Импepии» на 1865 год, в селе находились развалины армяно-католической церкви. Стены и столбы сооружения были целы, но купол обрушился. При церкви находился монастырь, который по легенде считался древнее Эчмиадзинского. А. Якобсон отмечает, что в селе Крна сохранилась древняя армянская церковь Сурб Аствацацин (св. Богородицы).

## Церковь Св. Богородицы
Построенная в 1330 году, сохранившаяся на начало 1980-х церковь Сурб Аствацацин, представляла собой куб со стесанными углами, прикрывающими паруса, служащие переходом к барабану. На последний был водружен сферический купол. Такой стиль армянской архитектуры, позже стал использоваться и в азербайджанской мусульманской архитектуре

## Население
Согласно «Своду статистических данных о населении закавказского края, извлеченных из посемейных списков» по состоянию на 1893 год в селе жило 465 азербайджанцев (в источнике — «татар»).

## Известные уроженцы
- Ованес Крнеци (1290/92—1347) — армянский грамматик, богослов и переводчик XIV века. Последователь униатского движения.
- Акоп Крнеци (XIII—XIV в.) — армянский переводчик первой половины XIV века, последователь униатского движения.